# アデナ文化

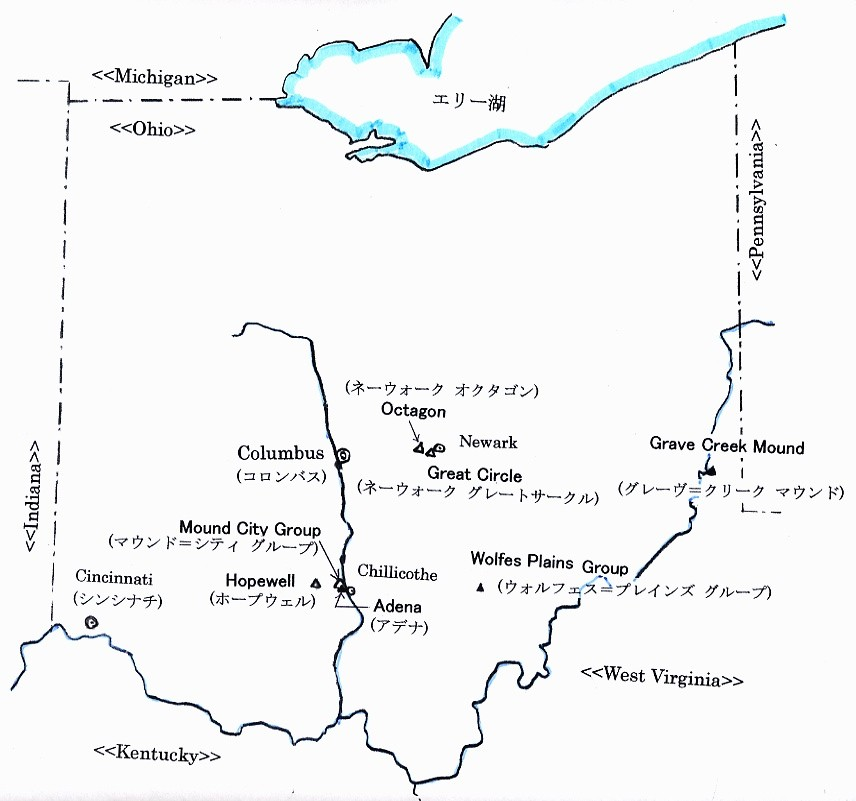
アデナ文化の遺跡分布図。▲で示す。△は、後のホープウェル文化の遺跡。

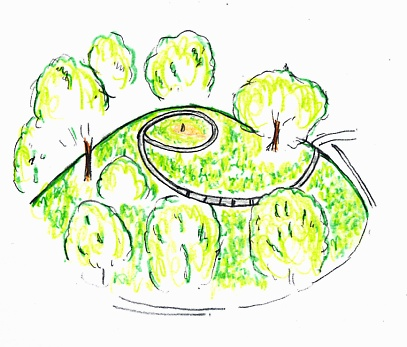
初夏のグレーヴ＝クリーク マウンド

アデナ文化（アデナぶんか、英語: Adena）は、アメリカ合衆国オハイオ州を中心に1000B.C.頃から紀元前後に栄えた文化。アデナ文化は、初期（ないし前期）ウッドランド期（Early Woodlannd Period）の文化として位置付けられ、アデナ文化の出現によって、後のホープウェル文化をはじめとするウッドランド文化の先駆となるウッドランド式土器や墳丘墓、トウモロコシ農耕のすべてがでそろった。

## アデナ文化の遺跡の分布範囲
アデナ文化の遺跡は、オハイオ州南部を中心にインディアナ州のオハイオ州との隣接地、ケンタッキー州北部、ペンシルベニア州の南西部、ウェストヴァージニア州の北西部に分布している。
アデナ墳丘墓群は、墳丘墓、環状土木遺構(earthworks encloseure)の双方で知られている遺跡である。墳丘墓は、円錐状をなす土盛りの墳墓であり、アデナ文化のもののうちで最も大きく有名なものは、ウェストヴァージニア州にあるGrave Creek Mound（グレイヴ・クリーク・マウンド）である。グレイヴ・クリーク・マウンドは、20mを超える高さを誇る。
環状土木遺構は、防御用というよりは儀式的な意味を持つ遺構である。環状土木遺構の多くは、ほぼ完全な円形になっている。このように「神聖な円」は、平均して直径100mで堀を伴う低い土塁で囲まれている。いくつかの出入り口がその土塁を分断するようにつくられている。墳丘墓は、そのような環状土木遺構の内部で見つかることがある。いくつかの環状土木遺構がまとまってひとつの遺跡を構成している。約48km2にわたるアデナ文化最大の遺跡、Wolfes Plains Groupはそのようなアデナ文化の環状土木遺構の分布する様子を示す好例である。

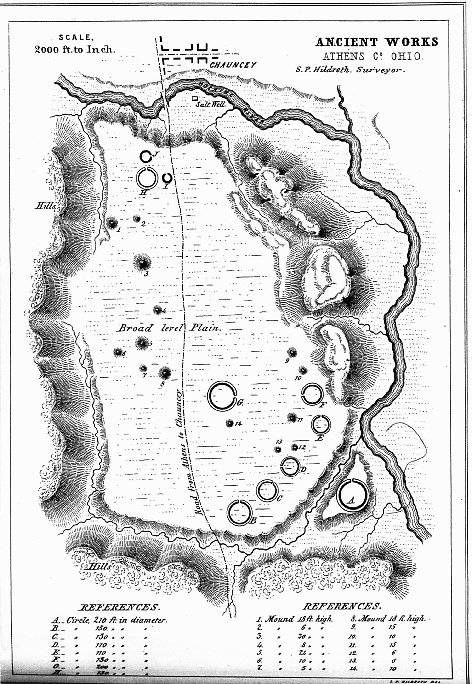
アデナ期最大の遺跡、Wolfes Plains Group。円形の環状土木遺構が並んでいる。E.Squier et.al.1848より

## アデナ文化の墳丘墓と建築物
アデナ文化の墳丘墓を発掘調査すると丁寧に死者を埋葬している様子をうかがい知ることができる。地位の高い人物は、丸太で組んだ墓に葬られた。それらの墓の輪郭は、長方形で、丸太材は、水平に置かれているか地面を刳り貫いた穴の中に埋め込まれている。墓は何本かの柱と樹皮によって住居のように屋根がつけられ、土の墳丘が被せられている。最初の墓が造られた場所には、次の墓は、内部に作られるかそのマウンドに接して造られる。そしてさらにその上に土盛りをおこなう。

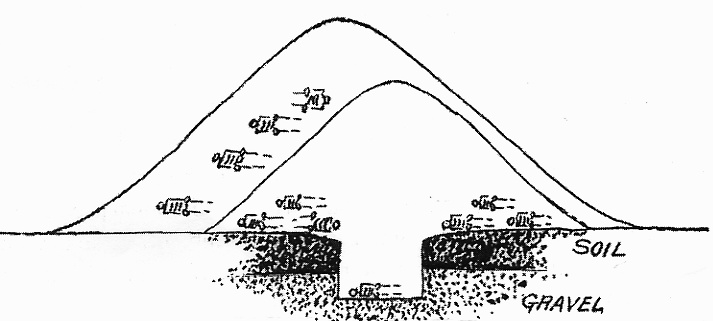
アデナ文化のマウンドの重層構造

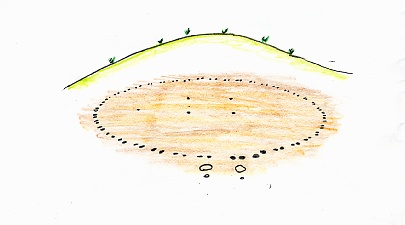
マウンド内部に建物の柱穴があることを示す模式図

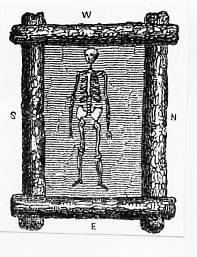
アデナ文化に見られる伸展葬その1

それらの墓は、たいていは土の重みによってつぶれるか、木材が腐って壊れるかするが、丁寧に発掘調査すれば、もともとの墓の形や構造をあきらかにすることができる。
一般的にマウンドの中にある最初の墓は、内部に木柱に支えられた建物がある。その建物は神殿であり棺（若しくは納骨堂）であり（死後の）住居である。墓は、床の上か床の下にピット、つまり家や建物を中に含んだマウンドの中に造られる。
建物を燃やして土に返すことは、埋葬の儀式の一部であった。遺体はあおむけに伸展葬で葬られた。肉体がついたままかすくなくとも関節がつながった状態で葬られた。多くの骨は赤い顔料で塗られていた。肉体が腐敗して骨だけになる前に赤い顔料のなかに漬されたか肉体を腐食させるために一定期間さらしておいてその後に塗料を骨に塗ったかのいずれかと思われる。後者の可能性があるなら墓の中に遺体が置かれた時間と墓が封印された期間があると考えられる。
その間、木製の柱で建てられた小屋のみで仕切られたかトンネル状に出入り口を付けられたマウンドを墓としてその場に寝かされていたのかもしれない。
トンネル状の出入り口に残された壊れかかった遺物は、材木で仕切られるか被われるような状態でアデナ文化のマウンドから発見される。通常1人から3人の遺体がひとつの丸太組みの墓から発見される。遺体から切断された頭蓋骨だけが墓やマウンドから発見されることがある。

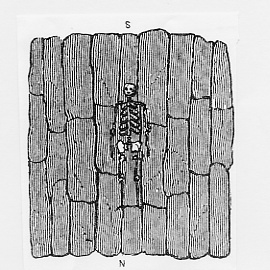
アデナ文化に見られる伸展葬その2

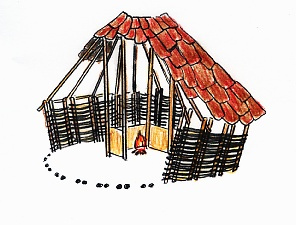
アデナ文化の一般的な家屋及びマウンドに埋められた建物の想像図

たぶん戦いで獲得された捕虜の首級か尊敬される先祖の頭蓋骨である可能性がある。屈葬や二次埋葬の墓がしばしば発見されるにもかかわらずアデナ文化では希な墓である。実際、アデナ文化では、土葬より火葬のほうが一般的だった。遺体は、建物の中か村落の中に葬られた。円形ないし長円形の粘土造のくぼみに置かれて焼却された。
ときどき遺灰や比熱した骨が伸展葬の状態で発見されることがある。そのような伸展葬の遺体はマウンドの中から普通に発見される一方で、「荼毘跡」（骨を焼いてそのままにした跡）ともいうべき窪地に放置されたり、粘土や丸太で覆ってその場所をマウンドにしている場合もある。副葬品がそのような遺体や火葬された遺骸とともに埋葬されている。そのような副葬品は、しばしば意図的に壊されたり火葬の際に傷んでいることがある。
アデナ文化の埋葬や墳丘墓は、アデナ文化の担い手である人々のなかに「死」というものが生活の中の中心的なテーマのひとつとなっていて、「死」についての儀式や習慣の表現に多様性や複合性があることを示し、このような特質は後のウッドランド文化、つまりホープウェル文化、ミシシッピ文化にも中心的なテーマとして受け継がれていくことになる。人々は、埋葬の儀式や埋葬のための施設を造ることに多くの精力が費やされた。
それは、根本的には、マウンドや土木構造物を周辺の風景の中に永久に残すことによって記念とする目的のためであった。そのことは同時に亡くなった霊に捧げられた場所を示すことにもなったのである。墓のある場所は、アデナ人が永久に住むか住まないかに関わらず社会的政治的宗教的中心地であった。アデナ人が住んだのは、2軒から5軒ほどで形成される小さな「村落」であった。その小さな「村落」はいくつかの家族単位で構成され、かなり広域にわたって点在する非常に大きな村落群の一部であった。たぶんこのような「巨大村落」は、墳丘墓や土木構造物を造るのに必要な人口を維持していたと推察される。
アデナ文化の宗教的建築物については、主として墳丘墓から判明している。前述しているように墳丘墓の内部から壊れた状態で発見される建物がある。柱の骨組みや配置は、平均して直径11mほどの円形であり、それよりもずっと大きなものも見られる。
アデナ文化の建物の壁を支える柱はいつも二本一対で円形にならんでいるのが明らかになっている。二本一対の柱に囲まれた円の中にあるいくつかの一本柱は屋根の中央を支えるために使用されていた。マウンド内部にある二本柱の建物が儀礼や葬式のみに使用されたのか、又はそのように葬礼や儀式に使用する建物が普通の住居のプランや形を真似て造っているのかは未だ解決のつかない疑問になっている。
おびただしい量のアデナ文化の建物が墳丘墓から発見される。一方で、同じものが村落遺跡から残骸として発見されることがある。

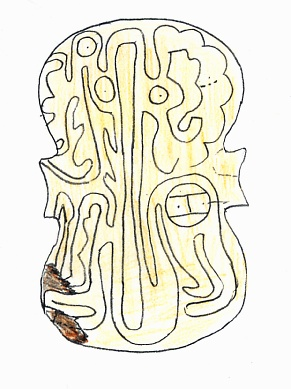
アデナ文化の石製「護符」のひとつ。鳥と爬虫類を様式化している。長方形が多いが、この図のように特殊な形のものもある。

## アデナ文化の遺物
アデナの尖頭器は、長く直線的な有茎尖頭器であって、古期段階の尖頭器と大きくは変わらない。とぎあげてみがいた石製品のなかには、二つの孔のある棒状ないし糸巻き状などの形をした「のどあて」（ないし「襟章」）が見られる。それらの「のどあて」（ないし「襟章」）は投槍器のおもりであったと考えられる。
古期段階の後半に見られるチューブ状のパイプは、アデナ文化では、一般化する。チューブ状のパイプは、吹き口が平坦につくられ、精巧に造られたもののなかには、人間を象ったものもある。アデナ文化の彫刻は小さな石版（石製「護符」）に表現される。その石製「護符」は、小さく平坦なもので、厚さは、1cmをわずかに超えるくらいで、長さは8～10cmほどである。片面ないし両面に様式化した動物や幾何学紋様が刻まれる。